# Nausinoe geometralis
Nausinoe geometralis is een vlinder van de familie van de grasmotten (Crambidae), uit de onderfamilie van de Spilomelinae. De wetenschappelijke naam van deze soort is voor het eerst voorgesteld als Lepyrodes geometralis door Achille Guenée in een publicatie uit 1854.

## Verspreiding
De soort komt voor in:
- het Afrotropisch gebied waaronder Gambia, Mali, Sierra Leone, Ghana, Congo-Kinshasa, Kenia, Zambia, Malawi, Mozambique, Namibië, Zimbabwe, Zuid-Afrika, Madagaskar, Mauritius, Réunion,
- het Oriëntaals gebied waaronder Pakistan, India, Sri Lanka, Nepal[1], Bhutan[1], Bangladesh[2], China[1], Thailand[3], Taiwan, Indonesië (Sulawesi, Sumatra), de Filipijnen,
- het Australaziatisch gebied waaronder Australië.

## Waardplanten
De rups leeft op:
- Oleaceae
  - soorten van het geslacht Jasminum waaronder:
    - Jasminum auriculatum[3][4]
    - Jasminum flexile[2]
    - Jasminum  grandiflorum[4]
    - Jasminum multiflorum[2]
    - Jasminum officinale[3]
    - Jasminum pubescens[4]
    - Jasminum  sambac[5][4]

  - Nyctanthes arbor-tristis[2]
- Rubiaceae
  - soorten van het geslacht Gardenia
- Solanaceae
  - Solanum melongena[6]